# Épagneul bleu de picardie
Épagneul bleu de picardie är en hundras från Picardie i Frankrike. Den är en stående fågelhund av spanieltyp. Dess främsta användningsområde har varit jakt på beckasiner i våtmarker. Den är även en stötande hund och apportör. Ursprungligen var den en färgvariant av épagneul picard. 1938 blev de blå en egen ras. Det är omtvistat var den blå (svartskimmel) färgen kommer från. Vissa hävdar att färgen kommer från inblandning av engelsk setter där den vit- och svartspräckliga färgen kallas blue belton. Andra menar att den svarta färgen härrör från spanielar som funnits i Normandie och Ardennerna. Även hos långhårig vorsteh skall det ha förekommit en blå variant. Första gången blå épagneul picard beskrivs är 1897 i Henri de Bylandts (1860-1943) Les Races de Chiens.